# Odontomachus troglodytes
Odontomachus troglodytes är en myrart som beskrevs av Santschi 1914. Odontomachus troglodytes ingår i släktet Odontomachus och familjen myror. Inga underarter finns listade i Catalogue of Life.

## Bildgalleri

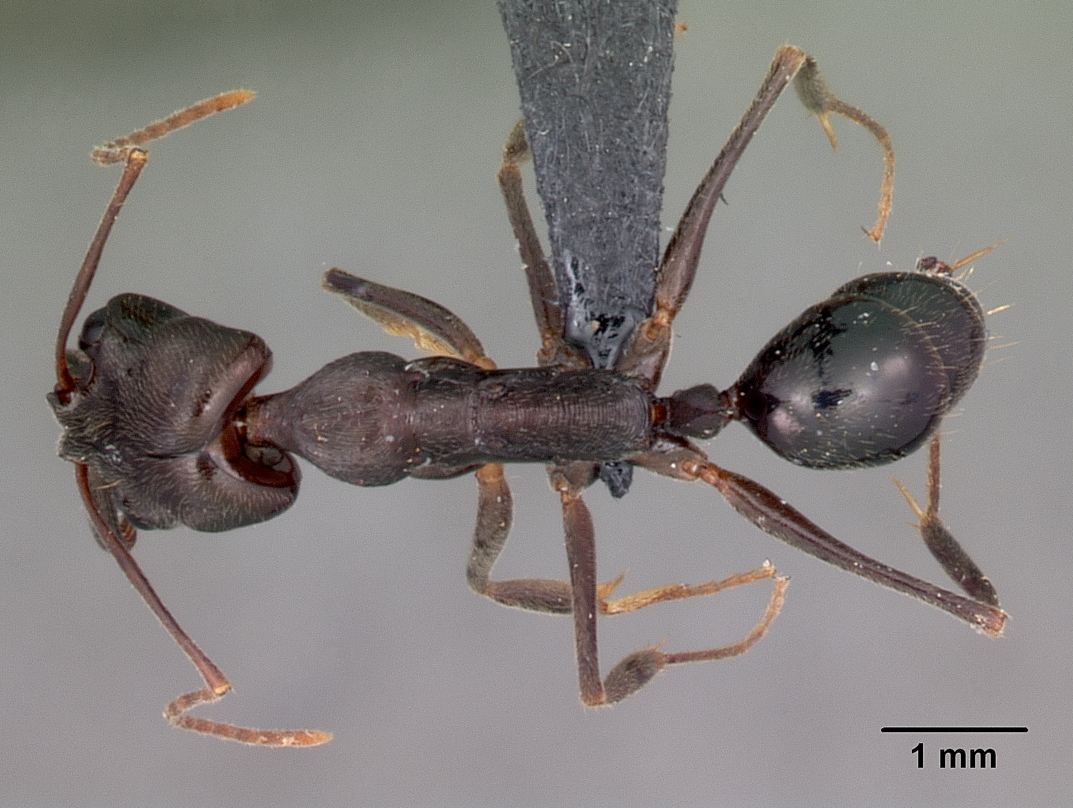
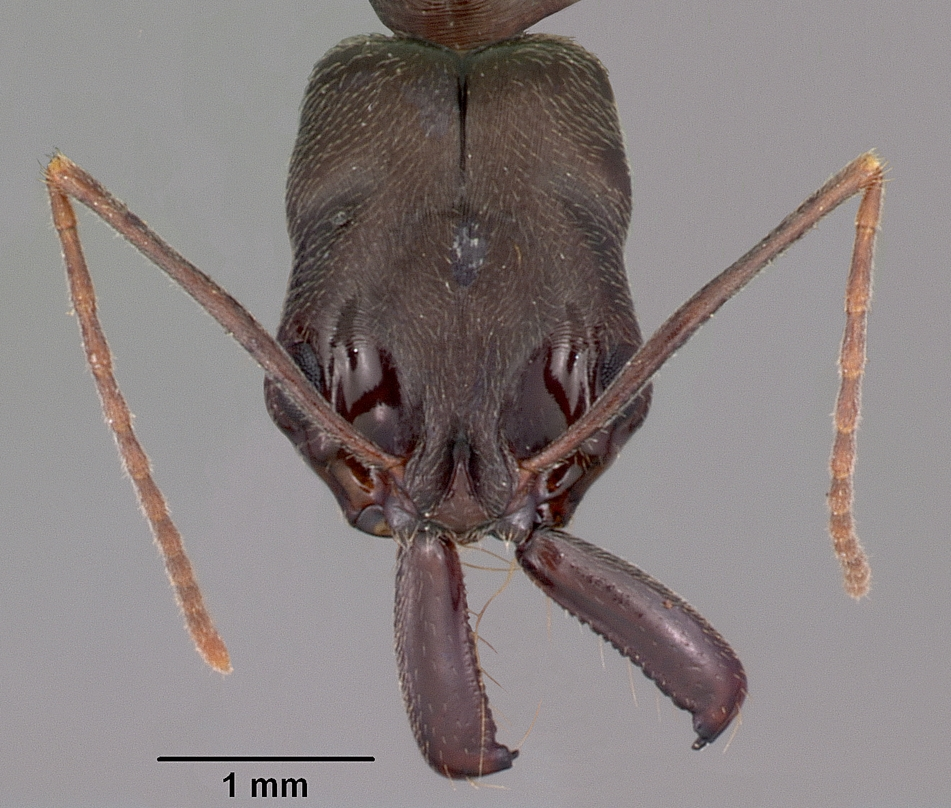
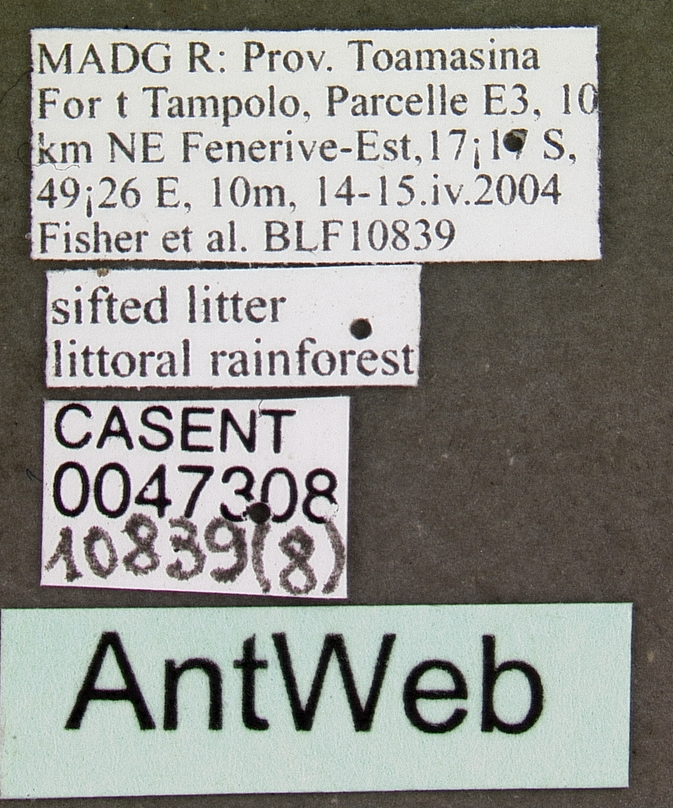
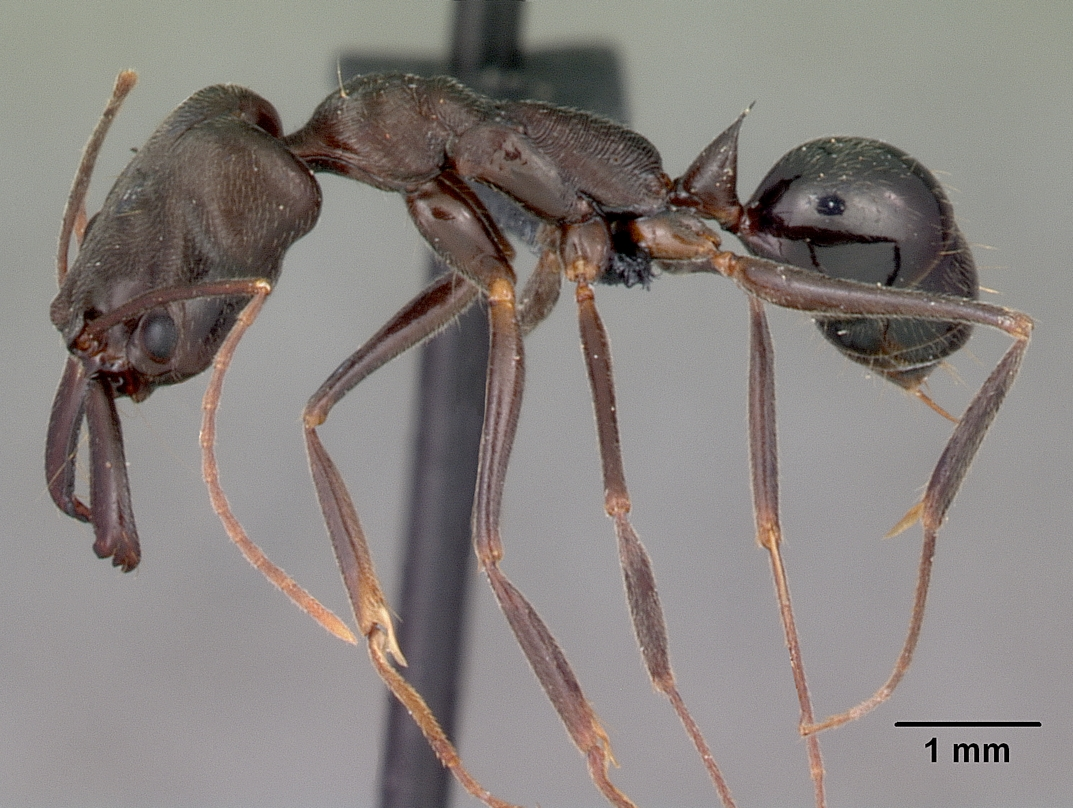
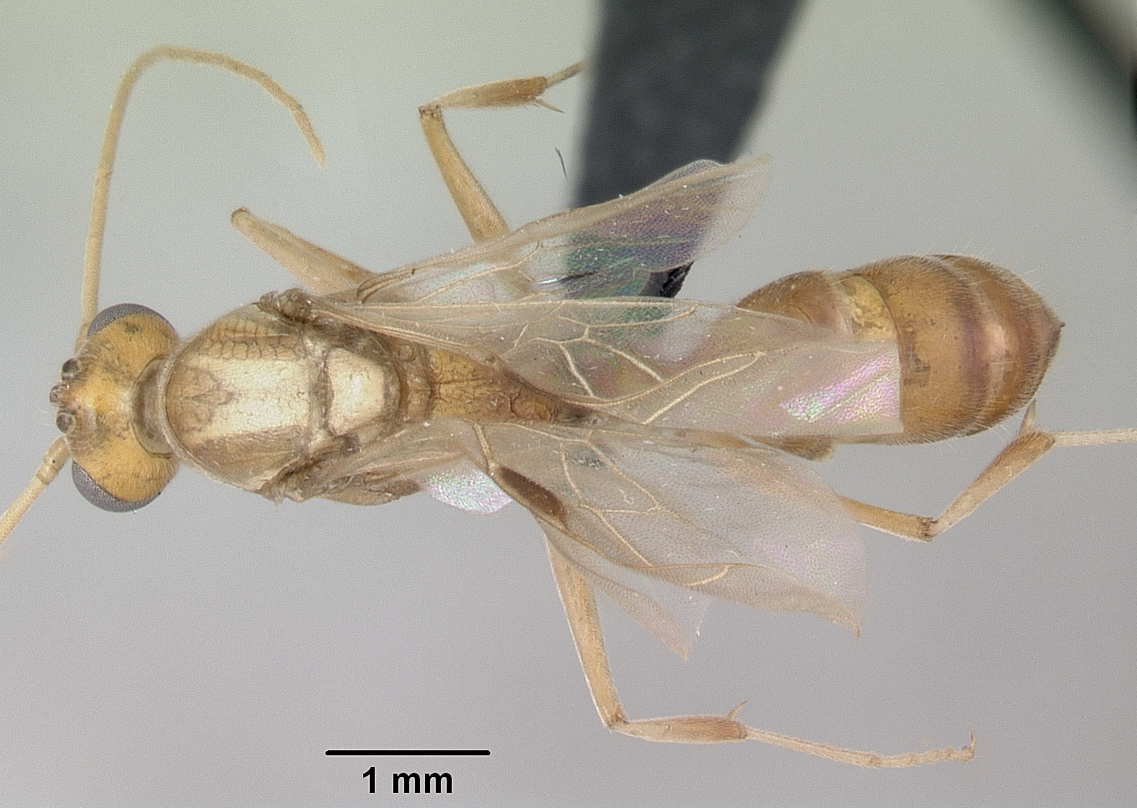
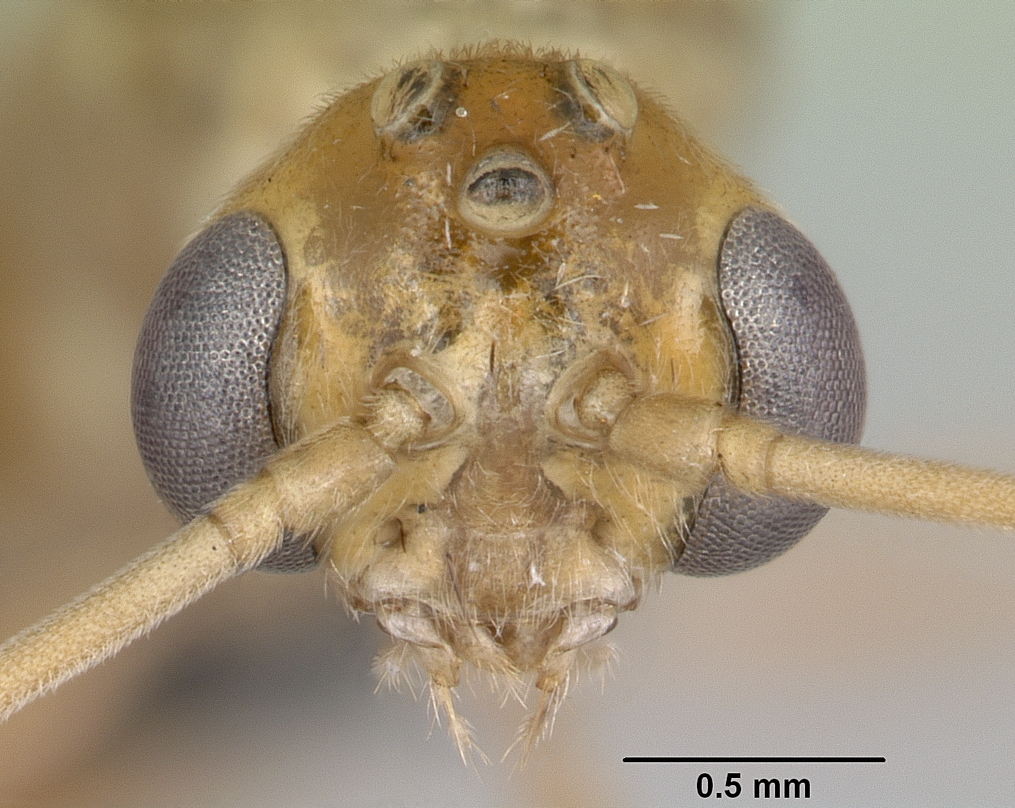